# 东方大道 (合肥)
东方大道，是中国安徽省合肥市的一条东西向干道，西起北城新区境内淮海大道正接北城大道，东至肥东县桥头集路，全长14.3公里。东方大道经过大众路、文忠路、铜陵北路、新蚌埠路、淮南北路等道路。沿路有安徽中医药大学少荃湖校区、少荃湖湿地公园、合肥京东方医院、合肥新站中学、双凤工业区等。

## 轨道交通
█ 4号线：综保区